# Dayton Open 1980
Il Dayton Open 1980 è stato un torneo di tennis giocato sul sintetico indoor. È stata la 6ª edizione del Dayton Open, che fa parte del Volvo Grand Prix 1980. Si è giocato a Dayton negli Stati Uniti, dal 24 al 30 marzo 1980.

## Campioni

### Singolare
Wojciech Fibak ha battuto in finale  Bruce Manson con il punteggio di 7–6 6–3

### Doppio
Wojciech Fibak /  Geoff Masters hanno battuto in finale  Fritz Buehning /  Fred McNair con il punteggio di 6–4, 6–4